# Capuz (indumentaria)
Capuz es una prenda de vestir del grupo de los sobretodos para llevar encima de la ropa, derivado de las antiguas túnicas y mantos. Su uso, tanto por el hombre como por la mujer, servía especialmente en las ceremonias o periodos de luto. Fue en su origen amplio y largo, extendiéndose en una cola que arrastraba; cerrado o con maneras —aberturas para sacar los brazos—, y provisto de una ancha capucha que contribuyó a su designación con tal nombre. También se llama capuz a un capote de gala usado en la antigüedad.

## Etimología
Como capucha, procede en su origen del término italiano «cappuccio», que pasó al francés como «capuce».

## Un ejemplo cervantino
Miguel de Cervantes en su entremés titulado El rufián viudo llamado Trampagos, describe así la aparición del protagonista:

"Sale TRAMPAGOS con un capuz de luto, y con él VADEMÉCUM, su criado, con dos espadas de esgrima"...

En el desarrollo de la acción explica el propio Trampagos el origen de la sombría prenda que viste

"Vestíme este capuz; mis dos lanternas convertí en alquitaras"...

Y ya avanzado el entremés, harto Trampagos del pesado tabardo, concluye con esta propuesta a su criado:

"Este capuz arruga, Vademécum; y dile al padre que sobre él te preste una docena de reales".
 Miguel de Cervantes